# Udinese Calcio 1994-1995
Questa voce raccoglie le informazioni riguardanti l'Udinese Calcio nelle competizioni ufficiali della stagione 1994-1995.

## Stagione
Nella stagione 1994-1995 anche in Serie B per la prima volta la vittoria viene pagata con tre punti, l'Udinese è nuovamente affidata ad Adriano Fedele, dopo una partenza tranquilla ma non quella che era auspicata, con 15 punti ottenuti nelle prime 11 giornate, frutto di tre vittorie e sette pareggi, a metà novembre viene deciso di sostituire l'allenatore e passare la squadra nelle mani di Giovanni Galeone. Con il tecnico napoletano arriva anche il salto di qualità sperato dalla dirigenza. Alla lunga la squadra friulana con Piacenza, Vicenza ed Atalanta, dimostra di avere più benzina delle altre concorrenti, il quartetto si stacca, volando verso la Serie A. Per l'Udinese è un pronto ritorno nella massima serie. Nella Coppa Italia i bianconeri superano nel primo turno la Juve Stabia, poi nel doppio confronto del secondo turno escono per mano della Fiorentina. Nella prima parte della stagione l'Udinese partecipa senza grandi soddisfazioni al Torneo Anglo-Italiano dove raccoglie una vittoria con lo Sheffield United, un pari con il Middlesbrough e due sconfitte con lo Stoke City ed il Derby County che poi vincerà il Trofeo, superando l'Ascoli (2-1) nella finale giocata a Londra.

## Rosa
| N. |                      | Ruolo | Calciatore              |
| -- | -------------------- | ----- | ----------------------- |
|    | Italia (bandiera)    | P     | Graziano Battistini     |
|    | Italia (bandiera)    | P     | Sergio Marcon           |
|    | Italia (bandiera)    | P     | Alessandro Testaferrata |
|    | Italia (bandiera)    | P     | Massimiliano Caniato    |
|    | Danimarca (bandiera) | D     | Thomas Helveg           |
|    | Italia (bandiera)    | D     | Alessandro Calori       |
|    | Italia (bandiera)    | D     | Alessandro Pierini      |
|    | Italia (bandiera)    | D     | Valerio Bertotto        |
|    | Italia (bandiera)    | D     | Luca Compagnon          |
|    | Italia (bandiera)    | D     | Morris Molinari         |
|    | Polonia (bandiera)   | D     | Marek Koźmiński         |
|    | Italia (bandiera)    | D     | Stefano Pellegrini      |
|    | Italia (bandiera)    | D     | Roberto Ripa            |
|    | Italia (bandiera)    | C     | Raffaele Ametrano       |

| N. |                   | Ruolo | Calciatore         |
| -- | ----------------- | ----- | ------------------ |
|    | Italia (bandiera) | C     | Stefano Desideri   |
|    | Italia (bandiera) | C     | Fausto Pizzi       |
|    | Italia (bandiera) | C     | Fabio Rossitto     |
|    | Italia (bandiera) | C     | Vito Lasalandra    |
|    | Italia (bandiera) | C     | Cristiano Caleri   |
|    | Italia (bandiera) | C     | David Stefani      |
|    | Italia (bandiera) | C     | Alessio Scarchilli |
|    | Italia (bandiera) | C     | Jonathan Bachini   |
|    | Italia (bandiera) | A     | Paolo Poggi        |
|    | Italia (bandiera) | A     | Denis Godeas       |
|    | Italia (bandiera) | A     | Francesco Marino   |
|    | Italia (bandiera) | A     | Giacomo Banchelli  |
|    | Italia (bandiera) | A     | Andrea Carnevale   |

## Risultati

### Campionato

#### Girone di andata
| Arbitro: | Treossi (Forlì) |

|              |           |             |
| Palladini 8’ | Marcatori | 52’ R. Ripa |

| Arbitro: | Dinelli (Lucca) |

|          |           |  |
| Ripa 25’ | Marcatori |  |

| Arbitro: | Pellegrino (Barcellona Pozzo di Gotto) |

|                     |           |  |
| Calori 90+1’ (aut.) | Marcatori |  |

| Udine 25 settembre 1994 4ª giornata | Udinese            | 0 – 0 | Vicenza | Stadio Friuli (13.592 spett.)\| Arbitro: \| Bolognino (Milano) \| |
| Arbitro:                            | Bolognino (Milano) |       |         |                                                                   |

| Arbitro: | Ceccarini (Livorno) |

|               |           |                                                    |
| Mirabelli 82’ | Marcatori | 33’ Koźmiński 45+2’ (rig.) Pizzi 51’, 64’ P. Poggi |

| Arbitro: | Borriello (Mantova) |

|                        |           |                           |
| Calori 48’ R. Ripa 88’ | Marcatori | 21’ Catanese 86’ Baglieri |

| Palermo 16 ottobre 1994 7ª giornata | Palermo              | 0 – 0 | Udinese | Stadio La Favorita (15.630 spett.)\| Arbitro: \| Brignoccoli (Ancona) \| |
| Arbitro:                            | Brignoccoli (Ancona) |       |         |                                                                          |

| Udine 23 ottobre 1994 8ª giornata | Udinese            | 0 – 0 | Lucchese | Stadio Friuli (10.170 spett.)\| Arbitro: \| De Santis (Tivoli) \| |
| Arbitro:                          | De Santis (Tivoli) |       |          |                                                                   |

| Arbitro: | Cinciripini (Ascoli Piceno) |

|                                         |           |              |
| P. Poggi 8’ 17’ F. Marino 49’ Pizzi 59’ | Marcatori | 85’ Bellotti |

| Arbitro: | Braschi (Prato) |

|                                |           |                                     |
| Ceramicola 38’ (rig.) Ayew 85’ | Marcatori | 20’ Koźmiński 73’ (aut.) Ceramicola |

| Arbitro: | Boggi (Salerno) |

|            |           |             |
| Calori 29’ | Marcatori | 27’ Montero |

| Arbitro: | Bazzoli (Merano) |

|                   |           |                                |
| Calori 22’ (aut.) | Marcatori | 45+1’, 89’ F. Marino 50’ Pizzi |

| Arbitro: | Cardona (Milano) |

|               |           |                 |
| Hübner 1’ 22’ | Marcatori | 7’ F. Marino 7’ |

| Arbitro: | D. Messina (Bergamo) |

|                           |           |  |
| Marino 61’, 83’ Pizzi 64’ | Marcatori |  |

| Arbitro: | Cesari (Genova) |

|                        |           |                          |
| Papais 44’ Piovani 77’ | Marcatori | 49’ Pizzi 59’ Scarchilli |

| Arbitro: | Rosica (Roma) |

|  |           |            |
|  | Marcatori | 49’ Giunti |

| Arbitro: | Stafoggia (Pesaro) |

|            |           |            |
| Strada 36’ | Marcatori | 45’ Calori |

| Arbitro: | Farina (Novi Ligure) |

|                                                   |           |                     |
| Pizzi 44’ (rig.) P. Poggi 48’ Pascucci 61’ (aut.) | Marcatori | 71’ (rig.) Bierhoff |

| Arbitro: | Amendolia (Messina) |

|             |           |                                    |
| Pandullo 6’ | Marcatori | 5’ Pizzi 27’ Desideri 42’ P. Poggi |

#### Girone di ritorno
| Arbitro: | De Prisco (Nocera Inferiore) |

|                          |           |                   |
| Calori 57’ Koźmiński 84’ | Marcatori | 39’ (rig.) Nobile |

| Arbitro: | Bolognino (Milano) |

|  |           |                  |
|  | Marcatori | 57’ (rig.) Pizzi |

| Arbitro: | Arena (Ercolano) |

|              |           |  |
| P. Poggi 53’ | Marcatori |  |

| Arbitro: | Treossi (Forlì) |

|                                  |           |                |
| Murgita 39’ Koźmiński 80’ (aut.) | Marcatori | 53’ Scarchilli |

| Arbitro: | Franceschini (Bari) |

|                |           |             |
| Scarchilli 69’ | Marcatori | 24’ Parente |

| Arbitro: | Collina (Viareggio) |

|                |           |                                      |
| Cornacchia 82’ | Marcatori | 11’ Helveg 38’ P. Poggi 84’ Desideri |

| Udine 19 marzo 1995 26ª giornata | Udinese       | 0 – 0 | Palermo | Stadio Friuli (10.451 spett.)\| Arbitro: \| Lana (Torino) \| |
| Arbitro:                         | Lana (Torino) |       |         |                                                              |

| Arbitro: | Stafoggia (Pesaro) |

|                                      |           |                            |
| Giusti 17’ Paci 65’ Di Francesco 69’ | Marcatori | 31’, 44’, 45’ A. Carnevale |

| Arbitro: | Arena (Ercolano) |

|  |           |                   |
|  | Marcatori | 10’ (aut.) Valoti |

| Arbitro: | Gronda (Genova) |

|                                             |           |                       |
| R. Ripa 54’ A. Carnevale 59’ Scarchilli 71’ | Marcatori | 9’ Olive 18’ Pittalis |

| Arbitro: | Boggi (Salerno) |

|                       |           |  |
| Magoni 9’ Montero 44’ | Marcatori |  |

| Arbitro: | Bonfrisco (Monza) |

|                                     |           |             |
| A. Carnevale 76’, 79’ Banchelli 89’ | Marcatori | 22’ Pittana |

| Arbitro: | Bettin (Padova) |

|                                   |           |  |
| Pizzi 11’ (rig.) A. Carnevale 56’ | Marcatori |  |

| Arbitro: | Cinciripini (Ascoli Piceno) |

|  |           |              |
|  | Marcatori | 6’ F. Marino |

| Arbitro: | Racalbuto (Gallarate) |

|          |           |  |
| Ripa 69’ | Marcatori |  |

| Arbitro: | Rodomonti (Teramo) |

|                 |           |  |
| Cornacchini 56’ | Marcatori |  |

| Arbitro: | Ceccarini (Livorno) |

|              |           |                   |
| P. Poggi 13’ | Marcatori | 35’ (aut.) Calori |

| Arbitro: | Braschi (Prato) |

|                     |           |                                                                |
| Bertotto 39’ (aut.) | Marcatori | 24’ Scarchilli 45’ (rig.), 79’ Pizzi 54’ P. Poggi 60’ Rossitto |

| Arbitro: | D. Messina (Bergamo) |

|                                               |           |             |
| P. Poggi 24’ Ametrano 79’ (rig.) Desideri 82’ | Marcatori | 49’ Falanga |

### Coppa Italia
| Arbitro: | Franceschini (Bari) |

|  |           |                  |
|  | Marcatori | 43’ A. Carnevale |

| Arbitro: | Amendolia (Messina) |

|                                |           |                               |
| A. Carnevale 10’ F. Marino 19’ | Marcatori | 40’ (rig.) Baiano 43’ Malusci |

| Arbitro: | Bazzoli (Merano) |

|                          |           |  |
| Campolo 52’ Robbiati 72’ | Marcatori |  |

### Coppa Anglo-Italiana
| Arbitro: | Arena |

|                |           |                              |
| Littlejohn 35’ | Marcatori | 17’ F. Marino 56’ Scarchilli |

| Arbitro: | Cruickshanks |

|           |           |                                    |
| Pizzi 29’ | Marcatori | 69’ Downing 73’ Biggins 74’ Butler |

| Udine 18 ottobre 1994 Fase eliminatoria - Seconda giornata | Udinese | 0 – 0 | Middlesbrough | Stadio Friuli (100 circa spett.)\| Arbitro: \| Breen \| |
| Arbitro:                                                   | Breen   |       |               |                                                         |

| Arbitro: | Franceschini |

|                                 |           |              |
| Johnson 19’, 20’ Gabbiadini 71’ | Marcatori | 50’ Bertotto |